# Pulicidae
Pulicidae zijn een familie van vlooien uit de klasse van de Insecta (insecten). In deze familie zijn 181 soorten beschreven in 27 geslachten.

## Leefwijze
Zoals alle 2500 Siphonaptera zijn de Pulicidae ectoparasieten. Ze zijn vleugelloos, zijdelings afgeplat en geweldige springers. Ze moeten snel en op grote relatieve hoogte kunnen springen om zich aan hun gastheer te kunnen vastklampen om zich te voeden en om snel aan hun gastheer te kunnen ontsnappen. Ze maken ongelooflijke sprongen met behulp van het eiwit resiline. Het laadt de energie in hun lichaam op, waardoor krachtigere en frequentere sprongen mogelijk zijn dan mogelijk zou zijn met alleen hun spieren. Dit betekent ook dat ze vaak kunnen springen zonder hun spieren uit te putten. Ze voeden zich voornamelijk met bloed van zoogdieren en veel Siphonoptera-families, waaronder Pulicidae, brengen ziekten over.

## Ecologie
Pulicidae voeden zich met bloed van zoogdieren. Ctenocephalides felis felis is ook bekend als de kattenvlo en is een uiterst belangrijke parasiet van huiskatten en honden. Ze geven er de voorkeur aan zich te voeden met gebieden rond het hoofd en de nek van een kat, in plaats van het ventrale deel van het lichaam. De overdracht van hondenlintworm is ook een gevolg van deze vlo. Wat betreft hun effect op mensen zijn ze ook verantwoordelijk voor vlooienbeetallergiedermatitis. Bovendien brengen Pulicidae Yersinia pestis over, de bacterie die verantwoordelijk is voor de pest.

## Geslachten
- Actenopsylla
- Aphropsylla
- Archaeopsylla
- Cediopsylla
- Centetipsylla
- Ctenocephalides
- Delopsylla
- Echidnophaga
- Euchoplopsyllus
- Hoplopsyllus
- Moeopsylla
- Nesolagobius
- Ornithopsylla
- Parapulex
- Pariodontis
- Procaviopsylla
- Pulex
- Pulicella
- Spilopsyllus
- Synopsyllus
- Synosternus
- Xenopsylla

## In Nederland waargenomen soorten
- Geslacht: Archaeopsylla
  - Archaeopsylla erinacei - (Egelvlo)
- Geslacht: Ctenocephalides
  - Ctenocephalides canis - (Hondenvlo)
  - Ctenocephalides felis - (Kattenvlo)
- Geslacht: Pulex
  - Pulex irritans - (Mensenvlo)
- Geslacht: Spilopsyllus
  - Spilopsyllus cuniculi - (Konijnenvlo)